# 꽃대
꽃대는 한반도 중부 이북의 숲속에 자라는 여러해살이풀로 높이는 30-50cm이다. 가지는 갈라지지 않고, 잎은 4장으로 마주나며 난상의 긴 타원형이다. 끝이 뾰족하고 가장자리에 톱니가 있다. 홀아비꽃대와 비슷하지만, 줄기 끝에 보통 2개의 꽃이삭이 나오는 점과, 3개의 수술대가 모두 꽃밥을 가지고 있으며, 이들이 합쳐진 상태로 안쪽으로 휘어 씨방을 싸고 있다는 점이 홀아비꽃대와 다른 특징적인 면이다.